# Thank You Ohlinger's
Thank You Ohlinger's è il sessantatreesimo album in studio del chitarrista statunitense Buckethead, pubblicato il 2 novembre 2013 dalla Hatboxghost Music.

## Descrizione
Trentacinquesimo disco appartenente alla serie "Buckethead Pikes", Thank You Ohlinger's è stato pubblicato in contemporanea a The Pit, 36º album appartenente alla medesima serie.
Con l'annuncio da parte del chitarrista di questo album insieme a Pumpkin e The Pit, sono stati saltati i dischi numero 32 e 34 della serie. Soltanto una settimana più tardi è stato pubblicato il 32º disco dei Buckethead Pikes, intitolato Rise of the Blue Lotus.

## Tracce
Musiche di Buckethead.
1. Thank You Ohlinger's – 9:19
2. Unopened Boxes – 5:09
3. Way in the Back – 2:38
4. Manila Envelopes – 2:16
5. Alphabetical Order – 3:00
6. Window Clip – 3:35
7. Shoe Lock – 2:30
8. Telling Number – 3:39

## Formazione
- Buckethead – chitarra, basso, programmazione